# Айова Сити
Айова Сити (на английски: Iowa City) е град в щата Айова, Съединени американски щати, административен център на окръг Джонсън. Разположен е на брега на река Айова. Населението му е 75 798 души (по приблизителна оценка за 2017 г.), което го прави 5-ият по големина град в щата.
Градът е първата столица на територията Айова – от 1839 (официално от 1841) до 1876 г.

## Известни личности
Родени в Айова Сити
- Н. К. Джемисин (р. 1972), писателка
- Хил Харпър (р. 1966), актьор

Починали в Айова Сити
- Густав Бергман (1906 – 1987), философ
- Грант Ууд (1891 – 1942), художник